# Théâtre anatomique de l'École vétérinaire
Le théâtre anatomique de l'École vétérinaire est un théâtre anatomique de Berlin, en Allemagne. Il a été construit en 1789-1790 et a fait l'objet de travaux de rénovation à compter de 2005.